# Медли (Флорида)
Медли (англ. Medley) — муниципалитет, расположенный в округе Майами-Дейд (штат Флорида, США) с населением в 1098 человек по статистическим данным переписи 2000 года.

## География
По данным Бюро переписи населения США муниципалитет Медли имеет общую площадь в 11,14 квадратного километра, из которых 9,84 кв. километра занимает земля и 1,29 кв. километра — вода. Площадь водных ресурсов округа составляет 11,58 % от всей его площади.
Муниципалитет Медли расположен на высоте 2 м над уровнем моря.

## Демография
По данным переписи населения 2000 года в Медли проживало 1098 человек, 267 семей, насчитывалось 363 домашних хозяйств и 387 жилых домов. Средняя плотность населения составляла около 98,56 человек на один квадратный километр. Расовый состав населённого пункта распределился следующим образом: 84,15 % белых, 7,29 % — чёрных или афроамериканцев, 0,18 % — коренных американцев, 1,91 % — азиатов, 2,37 % — представителей смешанных рас, 4,10 % — других народностей. Испаноговорящие составили 72,59 % от всех жителей.
Из 363 домашних хозяйств в 34,7 % воспитывали детей в возрасте до 18 лет, 54,3 % представляли собой совместно проживающие супружеские пары, в 12,7 % семей женщины проживали без мужей, 26,4 % не имели семей. 20,7 % от общего числа семей на момент переписи жили самостоятельно, при этом 9,1 % составили одинокие пожилые люди в возрасте 65 лет и старше. Средний размер домашнего хозяйства составил 2,76 человека, а средний размер семьи — 3,15 человека.
Население муниципалитета по возрастному диапазону по данным переписи 2000 года распределилось следующим образом: 23,7 % — жители младше 18 лет, 4,9 % — между 18 и 24 годами, 29,1 % — от 25 до 44 лет, 26,7 % — от 45 до 64 лет и 15,6 % — в возрасте 65 лет и старше. Средний возраст жителей составил 40 лет. На каждые 100 женщин в Медли приходилось 100,0 мужчины, при этом на каждые сто женщин 18 лет и старше приходилось 101,4 мужчины также старше 18 лет.
Средний доход на одно домашнее хозяйство составил 23 167 долларов США, а средний доход на одну семью — 25 909 долларов. При этом мужчины имели средний доход в 26 964 доллара США в год против 18 409 долларов среднегодового дохода у женщин. Доход на душу населения составил 23 167 долларов в год. 14,3 % от всего числа семей в населённом пункте и 20,0 % от всей численности населения находилось на момент переписи населения за чертой бедности, при этом 16,0 % из них были моложе 18 лет и 33,5 % — в возрасте 65 лет и старше.